# الکساندرا چودینا
الکساندرا چودینا (روسی: Александра Георгиевна Чудина؛ ۶ نوامبر ۱۹۲۳ – ۲۸ اکتبر ۱۹۹۰) ورزشکار اهل جماهیر شوروی بود که در رشته‌های والیبال، هاکی روی چمن و دو و میدانی فعالیت کرد. او محبوب‌ترین ورزشکار دهه پنجاه شوروی بود. چودینا دو مدال نقره و یک مدال برنز المپیک ۱۹۵۲ را به دست آورد.
وی همچنین برنده جوایزی همچون نشان لنین شده‌است.